# Aechmea linharesiorum
Aechmea linharesiorum är en gräsväxtart som beskrevs av Elton Martinez Carvalho Leme. Aechmea linharesiorum ingår i släktet Aechmea och familjen Bromeliaceae. Inga underarter finns listade i Catalogue of Life.